# Glenoglossa wassi
Glenoglossa wassi är en fiskart som beskrevs av Mccosker 1982. Glenoglossa wassi ingår i släktet Glenoglossa och familjen Ophichthidae. Inga underarter finns listade i Catalogue of Life.